# Dekanat Benediktbeuern
Das Dekanat Benediktbeuern ist eines von 23 Dekanaten des römisch-katholischen Bistums Augsburg.
Das Dekanat entstand im Zuge der Bistumsreform vom 1. Dezember 2012. In ihm liegt als Enklave der nördliche Teil des Dekanats Werdenfels mit den Pfarreien Schlehdorf und Ohlstadt, die zum Erzbistum München und Freising gehören.

## Gliederung
- Pfarrei Bad Heilbrunn „St. Kilian“
- Pfarreiengemeinschaft Benediktbeuern
  - Pfarrei Benediktbeuern „St. Benedikt“
    - Kuratie Bichl „St. Georg“

  - Pfarrei Kochel „St. Michael“
- Pfarreiengemeinschaft Habach
  - Pfarrei Antdorf „St. Peter und Paul“
  - Pfarrei Habach „St. Ulrich“
  - Pfarrei Obersöchering „St. Peter und Paul“
    - Filiale Obersöchering „Mariä Himmelfahrt“
    - Filiale Untersöchering „St. Margaretha“

  - Pfarrei Sindelsdorf „St. Georg“
    - Filiale Dürnhausen „St. Martin“
- Pfarrei Jachenau „St. Nikolaus“
- Pfarreiengemeinschaft Murnau
  - Pfarrei Aidling „St. Georg“
    - Filiale Riegsee „St. Stephan“

  - Pfarrei Eschenlohe „St. Clemens“
  - Pfarrei Murnau „St. Nikolaus“
    - Filiale Weindorf „St. Martin“
- Pfarrei Penzberg „Christkönig“
- Pfarreiengemeinschaft Seeshaupt
  - Pfarrei Bernried „St. Martin“
  - Pfarrei Iffeldorf „St. Vitus“
    - Kuratie Nantesbuch „Maria Himmelfahrt“

  - Pfarrei Seeshaupt „St. Michael“
    - Kaplanei-Expositur Magnetsried „St. Margareta“
- Pfarreiengemeinschaft Staffelsee
  - Pfarrei Seehausen „St. Michael“
    - Kaplanei-Expositur Schöffau „St. Anna“
    - Filiale Rieden „St. Peter und Paul“

  - Pfarrei Spatzenhausen „St. Afra“
    - Filiale Hofheim „St. Johannes Baptist“
    - Filiale Waltersberg „St. Vitus“

  - Pfarrei Uffing „St. Agatha“
- Pfarrei Walchensee „St. Ulrich“

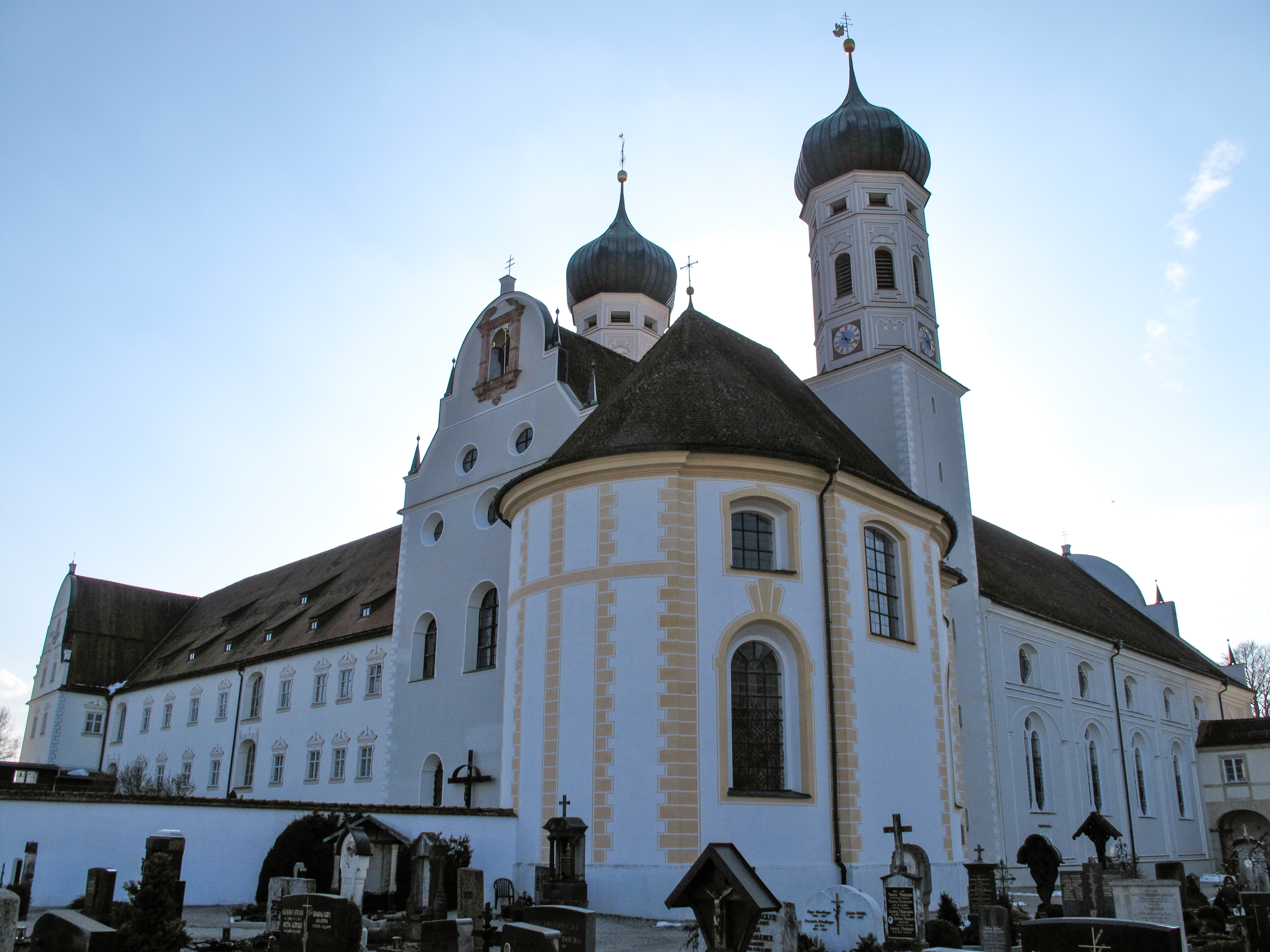
Klosterkirche St. Benedikt in Benediktbeuern
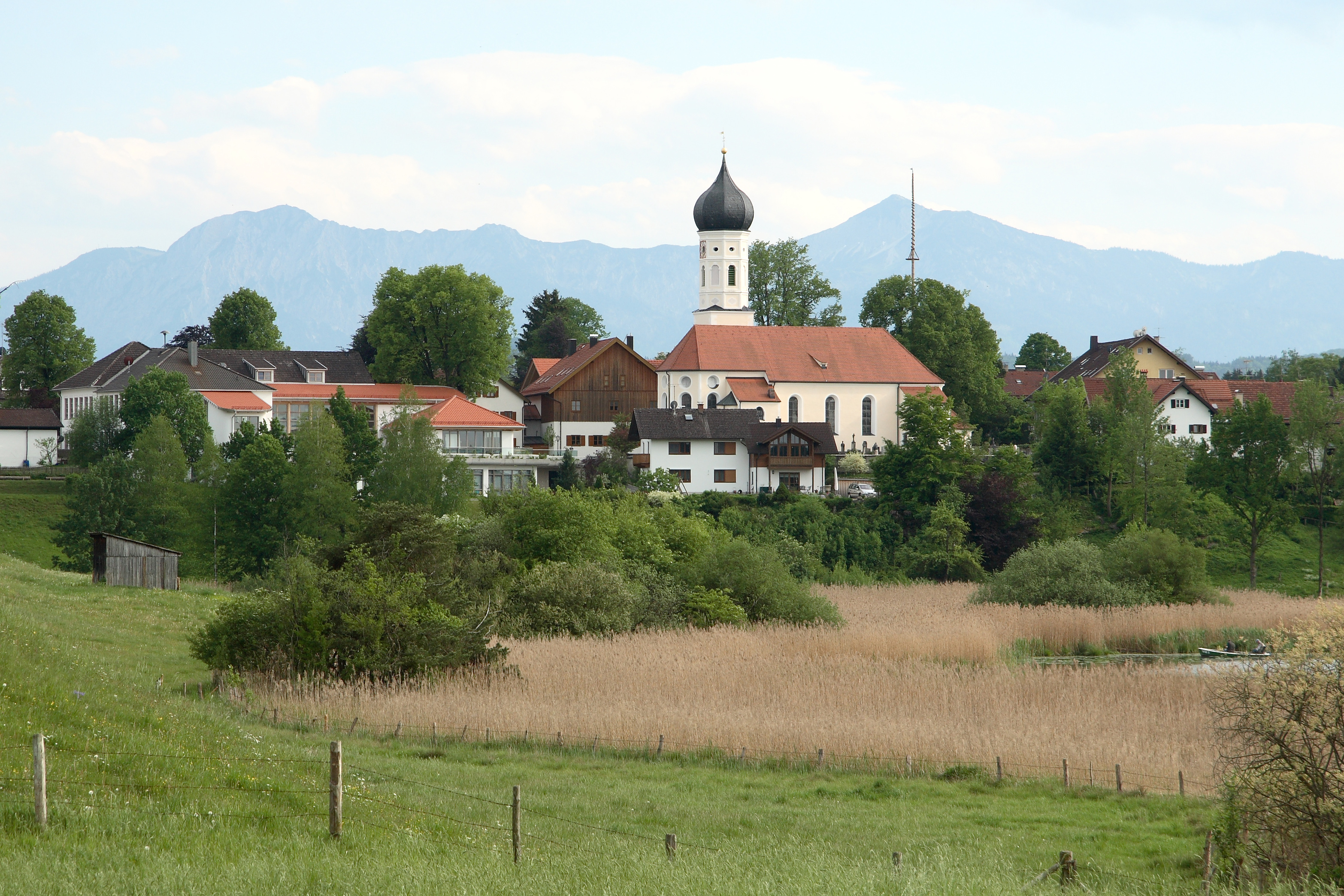
Pfarrkirche St. Vitus in Iffeldorf